# Всё могут короли (фильм)
«Всё могут короли» — российский кинофильм 2008 года, рип-офф американского фильма 1953 года с Одри Хепбёрн «Римские каникулы».

## Сюжет
Принцесса Мария в рамках тура по странам Европы приезжает в Санкт-Петербург. Устав от расписанного по минутам своего графика, она решается на авантюрный побег.
Спящую на лавочке принцессу обнаруживает репортёр глянцевых изданий, который, не зная как поступить, отвозит девушку к себе домой. Наутро, осознав важность персоны у себя в квартире, Макс решает заполучить эксклюзивное интервью. На помощь он зовёт своего друга, фотографа Гарика, которому удаётся сделать серию потрясающих снимков.
Мария начинает свой день с кардинального изменения причёски, осмотра достопримечательностей Питера, дегустации шампанского «Дом Периньон Гран Крю» 1969 года, купается в Неве… Вечером появляется на дискотеке… Под проливным дождём Макс и Мария делают друг другу признание в любви.
На следующее утро все СМИ только и говорят об отсутствии принцессы в течение целого дня. За интервью с принцессой редактор журнала предлагает Максу большие деньги, но тот отказывается.

## В ролях
| Актёр                | Роль                                       |
| -------------------- | ------------------------------------------ |
| Гоша Куценко         | журналист Макс Шальнов                     |
| Елена Полякова       | принцесса Мария                            |
| Оскар Кучера         | фотограф Гарик                             |
| Жерар Депардье       | отец Марии                                 |
| Татьяна Васильева    | старшая фрейлина мадам Бонбастен           |
| Валерий Соловьёв     | Шарль Рамболь                              |
| Александр Самойленко | главный редактор глянцевого журнала Антон  |
| Нина Усатова         | консьержка в доме Макса Таисия Григорьевна |
| Маша Малиновская     | гламурная дива                             |
| Сергей Рост          | парикмахер Вадим Гудашкин                  |
| Михаил Богдасаров    | капитан                                    |
| Игнатий Акрачков     | старлей                                    |
| Александр Пожаров    | доктор Барашкевич                          |
| Александр Алексеев   | генерал                                    |
| Алексей Осипов       | охранник                                   |
| Джон Оминга          | охранник                                   |
| Александр Тютин      | генерал-майор Свистунов                    |
| Сергей Лосев         | полковник                                  |
| Сергей Козик         | водитель такси                             |
| Натали Нерваль       | герцогиня Аквитанская, бабушка Марии       |
| Юлия Панкратова      | диктор                                     |

## Съёмки
- Сцена в ночном клубе снималась в трамвайном парке[4].
- В фильме снялась группа «Лакмус». В фильм вошли  три песни этой группы[5]:
  - «Прощаюсь»,
  - «Любить, надеяться»,
  - «Мы встретимся там».
- Фильм на экраны вышел 8 марта 2008 года[6].

## Критика
Лидия Маслова, «Коммерсантъ»:

Самое чудесное видоизменение, хотя вряд ли намеренное, а скорее связанное с невозможностью найти ни в одном актёрском агентстве хотя бы отдалённого подобия Грегори Пека, — это его замена на Гошу Куценко. От этого петербургские приключения принцессы некоего условно-вымышленного франкоязычного королевства приобретают гораздо более опасный оттенок, тем более что репортёрская деятельность героя описана с дополнительными подробностями, которых не было в целомудренном голливудском оригинале. <…> Недоверие <…> в этом фильме вызывают не только деревянные манеры принцессы — здесь даже вывеска «Изготовление ключей» под окном квартиры, где живёт журналист, и та фальшивая, бутафорская, хотя казалось бы, чего проще найти в Петербурге. Вообще, чтобы визуально убить петербургскую натуру, нужна известная операторская гениальность, и она присуща стоявшему за камерой Даяну Гайткулову, который любит снимать так, чтобы как можно меньше окружающей архитектуры попадало в кадр: например, один из его любимых ракурсов — это вид сверху на головы героев.

Дарья Серебряная, Time Out:

Неизвестно, как сложится дальше карьера Елены Поляковой, но просто заметное портретное сходство с Хепбёрн вряд ли можно назвать началом большого успеха. Вдобавок Куценко откровенно и невежливо крадёт роль у своей напарницы. Вообще, заметно раздавшаяся фигура Гоши заслоняет тут всё: и питерские достопримечательности, и куцую дольчевиту (пара ресторанов с Машей Малиновской внутри, мерс-кабриолет, виражи на катере по каналам), и придворную еврочелядь с райкомовскими лицами. Апофеозом становится торжественный въезд Куценко на белом коне в имение будущего тестя (невозмутимо вписывающийся в любой трэш Жерар Депардье). Но, боже мой, какое коварство — под видом воздушной романтической комедии про милую девушку подсовывать нам очередную ново-русскую мелодраму про этого лысого мужика!

Александр Иванов, «Волгоградник»:

В фильме имеются начатые и незавершённые линии, а также моменты, напоминающие не только «Римские каникулы». <…> …напиток, который всё время пьёт главный герой. Это молоко. Видно, режиссёру Александру Черняеву так нравится фильм Люка Бессона «Леон», что он не удержался и заставил своего персонажа пить сей безалкогольный напиток лошадиными дозами. Правда, не удосужился придумать, почему при своей скотской работе журналюга не бухает, а употребляет исключительно молоко, которое в больших количествах ещё и вредно. Также зачем-то создатели «Всё могут короли» ограбили «Питер FM», заимствовав из него сцену, когда герои грустно сидят в своих квартирах с видом на водоём на подоконнике. Ну и основной художественный приём, через который режиссёр раскрывает восприятие иностранной принцессой Санкт-Петербурга, взят у Александра Сокурова из «Русского ковчега» — это некий перенос во времени, когда француженка видит не современный Питер, а его же, только столетней давности.

Иван Куликов, Film.ru:

…бо́льшую часть бюджета, выделенную на шарм, у нас потратили на Депардье, отработавшего патриотическую линию на отлично, принимая восторженные позы на фоне арендованного замка и расточая патетические комплименты в адрес нашей родины. Это приятно, лестно и где-то даже правильно, но в данном случае сделано как-то слишком глупо и безвкусно. <…> Глядя на нашу Машу с Максом решительно не ясно, что два этих равнодушных друг к другу персонажа делают так долго в одном кадре. Той же «химии» меж героями можно было достигнуть, развернув камеру на две ростральные колонны и оставшуюся часть времени показывать залу только их. Неясно также, какая сонная муха укусила гордость нашей сценарной школы Эдуарда Володарского, если единственным остроумным моментом на всю картину оказался бидон молока, который требует от официанта журналист Макс, катающий в кабриолете принцессу Машу. Возможно, что с претензиями нужно идти к режиссёру Черняеву, который, быть может, удалил из сценария все ударные реплики, чтобы не омрачать римский профиль Куценко лишней болтовнёй.